# Dolichomitus longicauda
Dolichomitus longicauda là một loài tò vò trong họ Ichneumonidae.